# Маревце (Приштина)
Маревце (алб. Marec) је насељено место у граду Приштини, на Косову и Метохији. Према попису из 2024. у насељу је живело 157 становника.

## Становништво
Према попису из 2011. године, Маревце има следећи етнички састав становништва:
| Националност | 2011.        |
| Албанци      | 432 (100.0%) |
| Укупно       | 432          |

| Демографија | Демографија | Демографија |
| Година      | Становника  | Становника  |
| ----------- | ----------- | ----------- |
| 1948.       | 2.850       |             |
| 1953.       | 3.101       |             |
| 1961.       | 2.978       |             |
| 1971.       | 2.985       |             |
| 1981.       | 2.456       |             |
| 1991.       | 2.490       |             |
| 2011.       | 432         |             |